# Ontario Agricultural College
Het Ontario Agricultural College (OAC) is een openbare landbouwschool in de Canadese provincie Ontario.

## Geschiedenis
De school werd in mei 1874 opgericht als de Ontario School of Agriculture and Experimental Farm, een onderdeel van de Universiteit van Toronto. De oprichting volgde na een rapport waarin een provinciale commissie zich zeer negatief uitliet over de kwaliteit van de landbouw in Ontario. De provinciale overheid kocht een boerderij met een erf van 550 acre, in het zuidelijke deel van de stad Guelph. In 1880 werd de naam van de school gewijzigd in het Ontario Agricultural College (OAC).
Het OAC maakt sinds 1964 deel uit van de Universiteit van Guelph.

## Campussen
- Guelph Campus
- Campus d'Alfred
- Kemptville Campus
- Ridgetown Campus

## Bekende alumni
- John Kenneth Galbraith[2]